# Dólar barbadense
O dólar barbadense ou barbadiano, oficialmente dólar de Barbados (símbolo: "$" ou "Bds$") é a moeda nacional de Barbados. O seu código ISO 4217 é BBD. Um dólar está dividido em cem cêntimos (¢).
O dólar de Barbados foi criado após o estabelecimento do Banco Central de Barbados (CBB), fundado por ordem do Parlamento de Barbados em maio de 1972. Antes disso, Barbados e outras ilhas do leste das Caraíbas encontravam-se sob a autoridade da Autoridade Monetária das Caraíbas Orientais (ECCA), cuja moeda era o dólar das Caraíbas Orientais.
Possui cotação estável há bastante tempo, sempre valendo o equivalente a US$ 0,50, ou seja, são necessários dois BD$ 2,00 para a compra de US$ 1,00.
- Moedas em circulação:

1 ¢ (cobre) | 5 ¢ | 10 ¢ | 25 ¢ | 1 dólar (prata)
- Notas em circulação:

1 dólar (vermelho) | 2 dólares (azul) | 5 dólares (verde) | 10 dólares | 20 dólares (púrpura) | 50 dólares | 100 dólares

## Câmbios actuais
- «AUD»
- «CAD»
- «EUR»
- «GBP»
- «INR»
- «NZD»
- «USD»